# Élections cantonales de 1907 dans la Mayenne
Les élections cantonales françaises de 1907 ont eu lieu le 28 juillet et 4 août 1907.

## Résultats pour le conseil général

### Arrondissement de Laval

#### Canton de Chailland
|                      | Alfred Dominique *     | Rép. de G. | 1914 |  |  |  |
|                      | Henri de Monti de Rezé | Conserv.   | 1504 |  |  |  |
|                      |                        |            |      |  |  |  |
| Inscrits             | Inscrits               | Inscrits   | 4010 |  |  |  |
| Votants              | Votants                | Votants    | 3446 |  |  |  |
| Exprimés             |                        |            |      |  |  |  |
| * Conseiller sortant |                        |            |      |  |  |  |

#### Canton de Laval-Est
|                      | Victor Boissel * | Rép. de G. | 2 675 |  |  |  |
|                      | Georget          |            | 855   |  |  |  |
|                      |                  |            |       |  |  |  |
| Inscrits             | Inscrits         | Inscrits   | 4 816 |  |  |  |
| Votants              | Votants          | Votants    | 3 574 |  |  |  |
| Exprimés             |                  |            |       |  |  |  |
| * Conseiller sortant |                  |            |       |  |  |  |

#### Canton de Laval-Ouest
| Candidats             | Candidats          | Étiquette         | Premier tour | Premier tour | Deuxième tour | Deuxième tour |
| Candidats             | Candidats          | Étiquette         | Voix         | %            | Voix          | %             |
| --------------------- | ------------------ | ----------------- | ------------ | ------------ | ------------- | ------------- |
|                       | Christian d'Elva * | Conserv. (Rallié) | 2 666        |              |               |               |
|                       | Edmond Dupré       | Rad. Soc.         | 1 618        |              |               |               |
|                       |                    |                   |              |              |               |               |
| Inscrits              | Inscrits           | Inscrits          | 6 595        |              |               |               |
| Votants               | Votants            | Votants           | 4 390        |              |               |               |
| Exprimés              |                    |                   |              |              |               |               |
| * Conseiller sortant. |                    |                   |              |              |               |               |

#### Canton de Loiron
|                      | Louis Tréton de Vaujuas-Langan * | Conserv. | 2223 |  |  |  |
|                      | Métairie                         |          | 1011 |  |  |  |
|                      |                                  |          |      |  |  |  |
| Inscrits             | Inscrits                         | Inscrits | 4031 |  |  |  |
| Votants              | Votants                          | Votants  | 3266 |  |  |  |
| Exprimés             |                                  |          |      |  |  |  |
| * Conseiller sortant |                                  |          |      |  |  |  |

### Arrondissement de Château-Gontier

#### Canton de Cossé-le-Vivien
|                      | Jules-Marie Richard * | Conserv. | 2010 |  |  |  |
|                      |                       |          |      |  |  |  |
| Inscrits             | Inscrits              | Inscrits | 3029 |  |  |  |
| Votants              | Votants               | Votants  | 2251 |  |  |  |
| Exprimés             |                       |          |      |  |  |  |
| * Conseiller sortant |                       |          |      |  |  |  |

#### Canton de Craon
|                      | Dr Auguste Morillon * | Conserv. | 2125 |  |  |  |
|                      |                       |          |      |  |  |  |
| Inscrits             | Inscrits              | Inscrits | 3628 |  |  |  |
| Votants              | Votants               | Votants  | 2643 |  |  |  |
| Exprimés             |                       |          |      |  |  |  |
| * Conseiller sortant |                       |          |      |  |  |  |

#### Canton de Saint-Aignan-sur-Roë
| Candidats            | Candidats                             | Étiquette | Premier tour | Premier tour | Deuxième tour | Deuxième tour |
| Candidats            | Candidats                             | Étiquette | Voix         | %            | Voix          | %             |
| -------------------- | ------------------------------------- | --------- | ------------ | ------------ | ------------- | ------------- |
|                      | Comte René-Joseph-Victor du Boberil * | Conserv.  | 2 087        |              |               |               |
|                      |                                       |           |              |              |               |               |
| Inscrits             | Inscrits                              | Inscrits  | 3544         |              |               |               |
| Votants              | Votants                               | Votants   | 2459         |              |               |               |
| Exprimés             |                                       |           |              |              |               |               |
| * Conseiller sortant |                                       |           |              |              |               |               |

### Arrondissement de Mayenne

#### Canton de Gorron
|                      | Charles Daniel * |  |  |  |  |  |
|                      |                  |  |  |  |  |  |
| Inscrits             |                  |  |  |  |  |  |
| Votants              |                  |  |  |  |  |  |
| Exprimés             |                  |  |  |  |  |  |
| * Conseiller sortant |                  |  |  |  |  |  |

#### Canton d'Ambrières-les-Vallées
|                       | Émile Martin * |          | 1276 |  |  |  |
|                       | Foccart        | Conserv. | 845  |  |  |  |
|                       |                |          |      |  |  |  |
| Inscrits              | Inscrits       | Inscrits | 2429 |  |  |  |
| Votants               | Votants        | Votants  | 2153 |  |  |  |
| Exprimés              |                |          |      |  |  |  |
| * Conseiller sortant. |                |          |      |  |  |  |

#### Canton de Mayenne-Est
|                      | César Léon Chabrun * | Conserv. |  |  |  |  |
|                      |                      |          |  |  |  |  |
| Inscrits             |                      |          |  |  |  |  |
| Votants              |                      |          |  |  |  |  |
| Exprimés             |                      |          |  |  |  |  |
| * Conseiller sortant |                      |          |  |  |  |  |

#### Canton de Mayenne-Ouest
|                       | Georges Denis * | Rép. de G. |  |  |  |  |
|                       |                 |            |  |  |  |  |
| Inscrits              |                 |            |  |  |  |  |
| Votants               |                 |            |  |  |  |  |
| Exprimés              |                 |            |  |  |  |  |
| * Conseiller sortant. |                 |            |  |  |  |  |

#### Canton de Landivy
|                      | Édouard-Félix Taillandier * | Rép. de G. | 1814 |  |  |  |
|                      | Destais                     |            | 977  |  |  |  |
|                      |                             |            |      |  |  |  |
| Inscrits             | Inscrits                    | Inscrits   | 3277 |  |  |  |
| Votants              | Votants                     | Votants    | 2817 |  |  |  |
| Exprimés             |                             |            |      |  |  |  |
| * Conseiller sortant |                             |            |      |  |  |  |

#### Canton d'Ernée
|                      | Victor Jousset |          | 1 873 |  |  |  |
|                      | De Hercé       |          | 1239  |  |  |  |
|                      |                |          |       |  |  |  |
| Inscrits             | Inscrits       | Inscrits | 3752  |  |  |  |
| Votants              | Votants        | Votants  | 3152  |  |  |  |
| Exprimés             |                |          |       |  |  |  |
| * Conseiller sortant |                |          |       |  |  |  |

## Élection partielle durant le mandat
Il y a eu une élection partielle durant ce mandat à la suite du décès de Victor Jousset.
| Candidat et parti politique | Candidat et parti politique | Candidat et parti politique | Premier tour | Premier tour | Second tour | Second tour |
| Candidat et parti politique | Candidat et parti politique | Candidat et parti politique | Voix         | %            | Voix        | %           |
| --------------------------- | --------------------------- | --------------------------- | ------------ | ------------ | ----------- | ----------- |
|                             | Constant Martin             | Rad. Soc.                   | 1663         |              |             |             |
|                             | Joseph Bouessée             | Conserv                     | 1462         |              |             |             |
|                             |                             |                             |              |              |             |             |
| Inscrits                    | Inscrits                    | Inscrits                    | 3740         |              |             |             |
| Abstentions                 | Abstentions                 | Abstentions                 | 3144         |              |             |             |
| Votants                     | Votants                     | Votants                     | 1 546        |              |             |             |
| Blancs et nuls              |                             |                             |              |              |             |             |
| Exprimés                    |                             |                             |              |              |             |             |

## Sources
- La Mayenne, 30 juillet 1907